# Teodor Rygier
Teodor Rygier (ur. 9 października 1841 w Warszawie, zm. 18 grudnia 1913 w Rzymie) – polski rzeźbiarz.

## Życiorys
W latach 1856–1861 studiował w Szkole Sztuk Pięknych w Warszawie pod kierunkiem Konstantego Hegla a następnie w Dreźnie, Monachium (w kwietniu 1863 r. zgłosił się do Akademii Sztuk Pięknych w Monachium - Bildhauerklasse) i w Wiedniu. Lata 1865–1866 spędził na studiach w Berlinie i Paryżu. W latach 1873–1886 mieszkał we Florencji, a od 1888 w Rzymie. Tworzył pomniki i rzeźby o tematyce alegorycznej, portrety i medaliony. Oprócz pomnika Adama Mickiewicza w Krakowie znajduje się kolejne jego dzieło - popiersie Juliusza Kossaka z 1884 zdobiące elewację Pałacu Sztuki od strony Plant. W Muzeum Narodowym w Sukiennicach znajduje się inna rzeźba „Bachantka” z 1882 przedstawiająca młodą tańczącą dziewczynę. W latach 1880–1881 wykonał rzeźby „Duch Opiekuńczy Galicji” oraz „Praca i Oświata” zdobiące fasadę Sejmu Galicyjskiego we Lwowie.
Zmarł w Rzymie i został pochowany na tamtejszym cmentarzu Campo Verano.
Z żoną Sabiną Różycką nie miał dzieci. Z jedną ze swych modelek miał córkę Marię (ur. 1898), zamężną Corradi.